# Dirgantara Indonesia

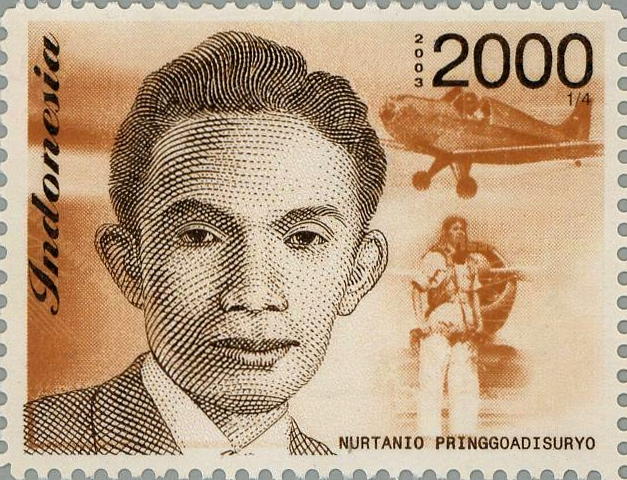
Timbre à l'effigie de Nurtanio Pringgoadisuryo

La société Aérospatiale indonésienne, en indonésien PT Dirgantara Indonesia ou (DI) et en anglais Indonesian Aerospace (IAe), est la société nationale indonésienne de construction aéronautique. Elle conçoit, développe et construit des avions civils et militaires. Auparavant, elle s'est successivement appelée Industri Pesawat Terbang Nurtanio (en l'honneur de Nurtanio Pringgoadisuryo, considéré comme le père de l'industrie aéronautique indonésienne), puis Industri Pesawat Terbang Nusantara (IPTN).
IPTN a été créé en 1976 par le gouvernement indonésien.

## Histoire[1]
En 1914, une section dédiée aux vols d'essais est mise en place à Surabaya afin d'examiner les performances de vol dans les zones tropicales.
En 1930, il y avait un formulaire pour établir un site de production aéronautique qui produit le AVRO-AL dont le fuselage modifié était fait de bois local. Cette usine a été transférée à l'aérodrome de Andir (actuellement l'aéroport de Husein Sastranegara).
En 1937, 8 ans avant l'indépendance de l'Indonésie. Un avion a été fabriqué dans un atelier aéronautique situé à Bandung, ils nommèrent l'avion PK.KKH. Cet avion a surpris le monde aéronautique par sa capacité à voler vers les Pays-Bas et la Chine et inversement.
Après que l'indépendance fut proclamée en 1945, l'opportunité pour les Indonésiens de fabriquer un avion pour leurs propres besoins était accessible. À ce moment, ils réalisèrent qu'en tant qu'archipel, l'Indonésie aurait toujours besoin d'infrastructures de transport aérien pour accélérer le développement économique et la défense nationale.
En 1946, un bureau de planification et construction et mis en place à la l'armée de l'air indonésienne. Un atelier spécial est construit à Magetan. À partir de matériaux simples, l'avion léger NWG-1 est fabriqué.
Ces avions furent utilisés entre autres pour développer l'attrait pour l'aviation des Indonésiens.
En 1948, ils parvinrent à fabriquer leur premier moteur, aidé par Harley Davidson, le WELL-X.
Cette période a été marquée par l'augmentation de clubs d'aéromodélisme ce qui amena des pionniers comme Nurtanio Pringgoadisuryo, mais ils durent arrêter leurs activités à cause de la révolte communiste de Madiun et l'attaque néerlandaise. 
À cette période, les activités aéronautiques sont principalement menées comme des actes de révolte pour la liberté nationale. Les avions existants sont modifiés pour devenir des avions de combat. Agustinus Adisutjipto est considéré comme l'emblème le plus remarquable de cette période, celui qui conçut et testa un avion et qui l'utilisa aussi en combat aérien. Il modifia l'avion Cureng en avion d'attaque au sol.
Après la période d'occupation néerlandaise, les activités aéronautiques reprirent à l'aérodrome de Andir à Bandung. En 1953, cette activité est officialisée dans le département des essais dirigé par 15 membres.
Basé à partir du concept de Nurtanio, le département parvint à faire voler le premier prototype du "Si Kumbang" le 1er août 1954. Cet avion monoplace avec une structure métallique a été fait à trois exemplaires.
En 1958, le prototype d'avion d'entrainement "Belalang 89" vola. Dans la production en série, on appelle cet avion le Belalang 90. Il a été fait à 5 exemplaires et ont été pilotés par certains des meilleurs candidats de l'armée de l'air indonésienne. La même année, l'avion d'entrainement Kunang 25 prend son envol. Cet avion a été conçu pour motiver les jeunes indonésiens qui étaient intéressés dans la construction d'avion.
Pour améliorer leurs compétences aéronautiques entre 1960-1964,  Nurtanio et trois de ses collègues ont été envoyés dans une grande université aux Philippines, Eastern Air Transport Incorporated, une des meilleures d'Asie. Après avoir fini leurs études, ils retournèrent à Bandung pour travailler pour LAPIP.
Cinq grands facteurs ont mené à la création d'ITPN :
- des Indonésiens rêvaient depuis longtemps de fabriquer un avion et établir une industrie indonésienne,
- des Indonésiens maîtrisent les sciences et techniques pour fabriquer un avion et une industrie,
- des Indonésiens sont très dévoués à l'idée d'utiliser leurs compétences dans l'industrie aéronautique,
- l'Indonésie contient des experts en marketing aéronautique sur le plan national et international,
- la volonté du gouvernement s'y prête.

En 1964, Bacharuddin Jusuf Habibie, un doctorant indonésien ayant étudié en Allemagne, très expérimenté en aéronautique a la grande volonté de participer au développement de l'industrie aéronautique indonésienne, mais il lui est conseillé de continuer à augmenter ses compétences en attendant. Le ministre des Affaires étrangères indonésien Adam Malik va en Allemagne, il demande à Habibie de partager ses impressions quant à la création d'une industrie aéronautique.
Il se rend compte que les efforts pour mettre sur pied une industrie sont impossibles à réaliser pour lui seul, il décide de consolider les ressources humaines afin qu'il y ait de la main d'œuvre compétente dans le futur. Il met en place une équipe de volontaires. Au début des années 1970, l'équipe est envoyée en Allemagne pour travailler et apprendre les sciences et technologies de l'aviation. ils vont dans la même industrie que Habibie dans le passé.
Le 26 avril 1976, ITPN (Industri Pesawat Terbang Nurtanio) est officiellement créée à Jakarta avec comme président directeur Habibie.
À ce moment-là, l'histoire de l'aviation moderne indonésienne ne fait que commencer. À ce moment-là, tout est mis en place : les installations, les ressources humaines, les lois aéronautiques sont implémentées. Dans les années 1960-70, ce sujet n'a jamais été pris au sérieux. Par ailleurs, l'industrie a réussi à se créer des bases solides en un temps assez court, 20 ans.
En 2000, la société change de nom et devient PT. DIRGANTARA INDONESIA (PERSERO) ou Indonesian Aerospace (IAe). Ce changement de nom a été officiellement inauguré par le président Abdurrahman Wahid.

## Produits[2]
Avions civils
- N219 Nurtanio
- C-212
- CN-235
- C-295

Avions militaires
- KF-X / IFX
- Drone Wulung

Hélicoptères
- AS550/555 Fennec
- Superpuma
- AS565 Panther
- Bell 412EP